# Canton d'Antraigues-sur-Volane
Le canton d'Antraigues-sur-Volane est une ancienne division administrative française située dans le département de l'Ardèche.

## Géographie
Ce canton était organisé autour d'Antraigues-sur-Volane dans l'arrondissement de Largentière. Son altitude variait de 278 mètres à Asperjoc à 1 445 mètres à Lachamp-Raphaël pour une altitude moyenne de 743 mètres.

## Histoire
Par arrêté préfectoral du 22 février 2007, le canton a été détaché de l'arrondissement de Privas pour être rattaché à l'arrondissement de Largentière.

## Représentation

### Conseillers généraux de 1833 à 2015
| Période | Période           | Identité                        | Étiquette           | Qualité |
| ------- | ----------------- | ------------------------------- | ------------------- | --- |
| 1833    | 1848              | Emmanuel Gamon (1783-1852)      |                     | Moulinier, commerçant en soie, juge de paix à Antraigues, notaire à Privas |
| 1848    | 1852              | Auguste Gleizal                 | Gauche              | Avocat à Privas, Représentant du Peuple (1849-1851) |
| 1852    | 1854              | Henri Chevreau                  | Bonapartiste        | Secrétaire au Ministère de l'Intérieur |
| 1854    | 1871              | Auguste-Henri Sauzet de Fabrias |                     | Conseiller à la Cour Impériale de Lyon Propriétaire |
| 1871    | 1880 (décès)      | Auguste Gleizal                 | Gauche républicaine | Avocat Ancien Représentant du Peuple (1849-1851) Député (1876-1880) |
| 1880    | 1883              | Albert Gleizal                  | Républicain         | Ingénieur civil Industriel à Bollène (Vaucluse) |
| 1883    | 1895              | Victorin Blachère               | Républicain Droite  | Maire de Vals-les-Bains (1885-1900) |
| 1895    | 1896 (annulation) | Abel Lagarde                    | Gauche républicaine | Médecin à Vals-les-Bains |
| 1896    | 1901              | Victorin Blachère               | Droite              | Maire de Vals-les-Bains (1885-1900) |
| 1901    | 1905 (décès)      | François Casimir Cornu-Chauvinc | Libéral             | Ancien percepteur d'Antraigues |
| 1905    | 1913              | Albert Roux                     | Rad.                | Notaire Maire d'Antraigues de 1904 à 1908 |
| 1913    | 1914 (démission)  | Félix Chalamel                  | GD                  | Député de l'Ardèche (1911-1914) Maire de Bourg-Saint-Andéol |
| 1914    | 1925              | Albert Roux                     | Rad.                | Notaire Maire d'Antraigues |
| 1925    | 1940              | Franck Chante                   | Rad.                | Industriel Conseiller municipal de Vallon-Pont-d'Arc |
|         |                   |                                 |                     | |
| 1942    | 1945              | Germain Faure                   |                     | Industriel Président de la délégation spéciale d'Antraigues Nommé conseiller départemental en 1942                                                                              |
|         |                   |                                 |                     | |
| 1945    | 1973              | Franck Chante                   | Rad. puis MRG       | Président du Conseil Général (1947-1950) Sénateur (1948-1955) |
| 1973    | 1979              | Louis Berthon                   | MRG puis DVD        | Inspecteur principal adjoint des PTT Maire d'Asperjoc (1971-2008) |
| 1979    | 2011              | Michel Teston                   | PS                  | Administrateur à TDF à Lyon sénateur de l'Ardèche (1998-2014) Président du conseil général de l'Ardèche de 1998 à 2006 Conseiller municipal d'Antraigues-sur-Volane (1983-2001) |
| 2011    | 2015              | Robert Roux                     | PS                  | Bureau d'études en architecture en retraite Maire de Saint-Joseph-des-Bancs de 1977 à 2014                                                                                      |

### Conseillers d'arrondissement (de 1833 à 1940)
| Période                                  | Période          | Identité                          | Étiquette                  | Qualité |
| ---------------------------------------- | ---------------- | --------------------------------- | -------------------------- | --- |
| 1833                                     | 1848             | Jean Louis Salomon                |                            | Notaire à Antraigues                                                                                        |
|                                          |                  |                                   |                            | |
|                                          | 1896 (démission) | Placide Joseph Gravier            |                            | Adjoint au maire d'Antraigues                                                                               |
|                                          |                  |                                   |                            | |
| 1919                                     | 1922             | Joseph Gleize                     | Radical                    | Négociant en primeurs à Antraigues                                                                          |
| 1922                                     | 1927 (démission) | Eugène-Gustave Aymard (1893-1933) | Socialiste antimilitariste | Cultivateur à Antraigues                                                                                    |
| 2 oct.1927                               | 1928 (décès)     | Ferdinand Moulin                  | Républicain                | Maire d'Asperjoc                                                                                            |
| 1928                                     | 1934             | Basile Chabannier                 | Radical                    | Propriétaire à Antraigues                                                                                   |
| 1934                                     | 1940             | Calixte Aymard (1902-1961)        | SFIO                       | Cultivateur à Antraigues                                                                                    |
| 1940                                     |                  |                                   |                            | Les conseils d'arrondissement ont été suspendus par la loi du 12 octobre 1940 et n'ont jamais été réactivés |
| Les données manquantes sont à compléter. |                  |                                   |                            | |

## Composition
Le canton d'Antraigues-sur-Volane regroupait onze communes

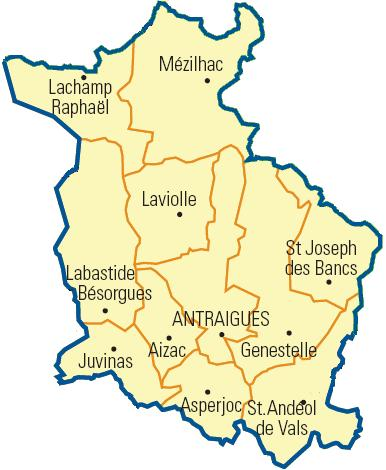
Carte du canton

| Nom                               | Code Insee | Intercommunalité       | Superficie (km2) | Population (dernière pop. légale) | Densité (hab./km2) |
| --------------------------------- | ---------- | ---------------------- | ---------------- | --------------------------------- | ------------------ |
| Antraigues-sur-Volane (chef-lieu) | 07011      | CC du Bassin d'Aubenas | 13,46            | 543 (2014)                        | 40                 |
| Aizac                             | 07003      | CC du Bassin d'Aubenas | 6,65             | 157 (2014)                        | 24                 |
| Asperjoc                          | 07016      | CC du Bassin d'Aubenas | 8,47             | 417 (2014)                        | 49                 |
| Genestelle                        | 07093      | CC du Bassin d'Aubenas | 21,43            | 300 (2014)                        | 14                 |
| Juvinas                           | 07111      | CC du Bassin d'Aubenas | 8,43             | 171 (2014)                        | 20                 |
| Labastide-sur-Bésorgues           | 07112      | CC du Bassin d'Aubenas | 17,29            | 258 (2014)                        | 15                 |
| Lachamp-Raphaël                   | 07120      | CC Montagne d'Ardèche  | 14,09            | 80 (2014)                         | 5,7                |
| Laviolle                          | 07139      | CC du Bassin d'Aubenas | 13,84            | 115 (2014)                        | 8,3                |
| Mézilhac                          | 07158      | CC du Bassin d'Aubenas | 26,66            | 94 (2014)                         | 3,5                |
| Saint-Andéol-de-Vals              | 07210      | CC du Bassin d'Aubenas | 16,65            | 541 (2014)                        | 32                 |
| Saint-Joseph-des-Bancs            | 07251      | CC du Bassin d'Aubenas | 12,89            | 200 (2014)                        | 16                 |

## Démographie
| 1990  | 1999  | 2006  | 2011  | 2012  |
| ----- | ----- | ----- | ----- | ----- |
| 2 593 | 2 600 | 2 781 | 2 856 | 2 850 |